# フードリエ
株式会社フードリエは、栃木県那須塩原市に本社を置く食品メーカーであり、エスフーズのグループ企業である。「おいしいを 創る 彩る」を企業スローガンとしている。

## 概要
ハム・ソーセージなどの食肉加工品や麺類・惣菜などのチルド食品などの製造・販売する加工食品事業を主な事業としている。
2012年4月に江崎グリコのグループ企業であるグリコ栄養食品（初代）を分社化し、食品原料事業はグリコ栄養食品（2代）に会社分割、食品加工事業は旧会社を商号変更し「グリコハム株式会社」とした。2014年1月に江崎グリコは、グリコハムの全株式をエスフーズに譲渡し食肉加工から撤退した。グリコハムはエスフーズの子会社となり、2014年8月に商号を「株式会社フードリエ」に変更した。

### 沿革

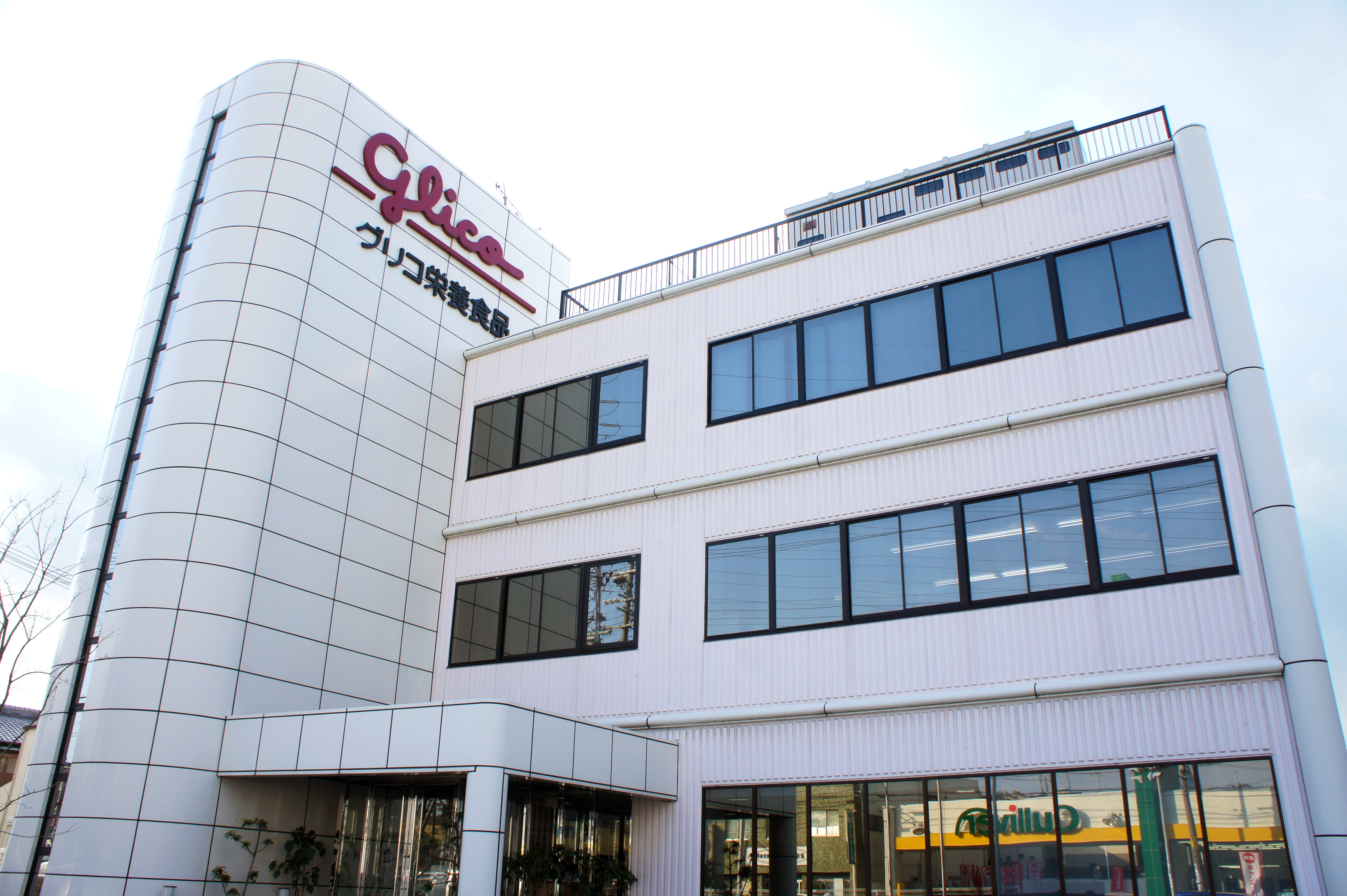
グリコ栄養食品時代の本社

- 2012年4月2日 - グリコ栄養食品株式会社（初代）が食品原料事業を会社分割し、グリコ栄養食品株式会社（2代）を新設。食品加工事業が残ったグリコ栄養食品株式会社（初代）はグリコハム株式会社（2代）に商号変更[2]。
- 2014年4月14日 - 完全親会社だった江崎グリコ株式会社が、グリコハムの保有全株式をエスフーズに譲渡。エスフーズの子会社となる[3]。
- 2014年8月29日 - 株式会社フードリエに商号変更。同時に子会社の那須グリコ株式会社を那須高原ハム株式会社に、東海グリコ株式会社を中部ハム株式会社に、山口グリコ株式会社を下関ハム株式会社に、それぞれ商号変更[4]。
- 2016年3月1日 - 株式交換により、エスフーズの完全子会社であった大阿蘇ハム株式会社と、株式会社オーエムツーネットワークの完全子会社であった株式会社デリフレッシュフーズをそれぞれ完全子会社とし、フードリエはオーエムツーネットワークの持分法適用関連会社となる[5]。
- 2022年2月24日 - 本社・本店を大阪府高槻市から栃木県那須塩原市の那須高原ハム株式会社内に移転。

### 社名・ロゴマーク
社名の由来
「フードリエ」 (FOODLIER) はFOOD=食品とATELIER=アトリエの造語で、アーティストがアトリエで多彩な作品を次々と生み出すように「高い志を持って高品質でおいしい食品を創り」「笑顔あふれる豊かな食卓創りに貢献し」、「LIER」はフランス語の「結ぶ」で「食品を通じてお客様や社会とのつながりを大切にする」、の理念を表す。
ロゴマーク
アルファベットの「F」をモチーフに上から赤・橙・紫の3色を配し、曲線で風の流れを表して「おいしさで食卓に新風をおこす」強い決意をシンボルマーク化した。赤はおいしさ・挑戦、橙はエネルギー・団欒、紫は創造性・誇りを表す。

### 生産工場
- 那須高原ハム株式会社（旧社名：那須グリコ栄食株式会社→那須グリコ株式会社、栃木県那須塩原市）
- 中部ハム株式会社（旧社名：東海グリコ栄食株式会社→東海グリコ株式会社、静岡県浜松市）
- 下関ハム株式会社（旧社名：山口グリコ栄食株式会社→山口グリコ株式会社、山口県下関市）

## 主な製品

### ブランド
ハム・ソーセージ
- 充実朝食シリーズ
- おいしい朝食シリーズ
- パリッと朝食ウィンナー
- やみつきになるシリーズ
- 家族の定番シリーズ
- アンパンマンシリーズ - おやつソーセージとこどもウィンナーが発売されている。子供の味覚形成に配慮し、塩分を25％カットするとともに、原材料に7大アレルゲンを使用していない。
- グングンソーセージ - ペンシルタイプの魚肉ソーセージ。発売から40年以上を超える同社のロングセラー商品である。

調理食品
- 麺好亭 - 様々なバリエーションから、麺・スープ・具材を選んで、自分好みのラーメンが手軽に楽しめるシリーズ。
- パリパリサラダ
- その他チルド麺

## 子会社
- 大阿蘇ハム株式会社（熊本県熊本市東区）
- 株式会社デリフレッシュフーズ（埼玉県本庄市）
- コックフーズ株式会社（東京都港区）